# Stefano Visconti
 (février 2020).
Si vous disposez d'ouvrages ou d'articles de référence ou si vous connaissez des sites web de qualité traitant du thème abordé ici, merci de compléter l'article en donnant les références utiles à sa vérifiabilité et en les liant à la section « Notes et références ».
Stefano Visconti (Milan, 1288 † Milan, 4 juillet 1327), seigneur d'Arona, était un fils de Matthieu Ier Visconti.

## Biographie
Stefano Visconti naît en 1288 à Milan[réf. nécessaire]. Il est l'un des 10 enfants de Matthieu Ier Visconti, qui a été nommé capitaine du peuple l'année précédente par son oncle, le seigneur et archevêque de Milan, Otton Visconti, et de sa femme, Bonacossa Borri († 1321), fille du capitaine Squarcino Borri, que Matthieu a épousée en août 1269. Il est le frère cadet de Galéas, qui n'aura qu'un fils, Azzon, décédé en 1339 sans héritiers mâles, laissant la seigneurie à ses cousins descendants d'Étienne. 
Celui-ci épouse en 1318 Valentina Doria (1290 † 1359)Modèle:Référence à coonfirmer, fille de Barnabò Doria de Sassello et d'Eliana Fieschi de Lavagna. Doria par son père et Fieschi par sa mère, elle appartient à deux des plus puissantes familles de l'aristocratie génoise. Les membres de ces deux familles comportèrent aussi bien des amiraux et des doges de Gênes que des cardinaux et des papes. 
Ils eurent ensemble quatre enfants :
- Grandiana, dite Diana, qui épouse autour de 1333 Ramon de Vilaragut, Baron de Tripi et seigneur de l'Alcaissia et de Sollana, Capitaine-Général et amiral de l'armée du royaume de Sicile ;
- Mathieu II (1319 † 1355) ;
- Galéas II (1320 † 1378) ;
- Barnabé (1323 † 1385).

Valentina est également la mère d'une fille, Tiburzia del Carretto, issue de son premier mariage avec François del Carretto.
Il meurt dans la nuit du 4 au 5 juillet 1327 pendant un banquet au cours duquel il remplissait les fonctions d'échanson et de goûteur de Louis III, duc de Bavière, hôte de la famille Visconti et roi d'Italie depuis peu. Ses contemporains imputeront sa mort à une tentative d'empoisonnement de Louis, qui eut comme conséquence l'incarcération au château de Monza de trois des quatre frères d'Étienne : Galéas, Jean et Luchino, ainsi que de son neveu et futur seigneur de Milan, Azzone. L'événement marquera le début de la crise entre le Saint-Empire romain et les Visconti.
Il repose dans la basilique de Sant'Eustorgio à Milan, où l'on peut encore admirer le splendide monument funéraire sculpté en 1359 par Bonino da Campione pour sa femme et lui.